# Hyakka Ryōran Samurai Girls
Hyakka Ryōran Samurai Girls (百花繚乱 SAMURAI GIRLS?, Hyakka Ryōran Samurai Gāruzu), conosciuto semplicemente anche come Samurai Girls, è una serie di light novel scritta da Akira Suzuki e illustrata da Niθ per commemorare il 40º anniversario di Hobby Japan. Il primo volume è stato pubblicato da Hobby Japan il 28 febbraio 2009, con un totale di diciassette volumi disponibili in Giappone a partire dal 26 gennaio 2014 sotto l'etichetta Bunko HJ.
Ci sono attualmente due diversi adattamenti manga basato sulla serie di Hyakka Ryōran Samurai Girls: una antologia di fumetti online è stata serializzata sul sito web media Hobby Channel di Hobby Japan dal 1º giugno 2010 e venduto in due volumi dal 25 giugno 2011, e un adattamento manga disegnato da Junichi Iwasaki ha iniziato la serializzazione nel numero di novembre 2010 del mensile Alive Comic con due volumi attualmente disponibili da ottobre 2011. Un manga spin-off chiamato Hyakka Ryōran: Maidens Sengoku, disegnato da Yuri Shinano, è stato serializzato nel numero di marzo 2009 di Dengeki Daioh e si è conclusa nel numero di marzo 2011, con due volumi disponibili da ottobre 2010.
Un adattamento in serie TV anime prodotto da Arms di 12 episodi è stato trasmesso dal 4 settembre al 19 dicembre 2010 su Chiba TV e altre reti in edizione censurata nel video. Una seconda stagione dell'anime, intitolata Hyakka Ryōran: Samurai Bride (百花繚乱 サムライブライド?, Hyakka Ryōran Samurai Buraido), è stata annunciata sul dodicesimo volume della serie di light novel ed è stata trasmessa da AT-X dal 6 aprile al 21 giugno 2013 in versione integrale nel video.
All'Anime Expo 2010, Hobby Japan ha annunciato che sta progettando di pubblicare la serie di light novel in Nord America in un prossimo futuro. In Italia, invece, tutti i prodotti di Samurai Girls sono inediti.
La serie è liberamente ispirata al periodo Sengoku o all'inizio del periodo Edo del Giappone, nonostante sia ambientata al giorno d'oggi.

## Trama
anno 20 La serie si svolge in una versione alternativa del Giappone chiamato Grande Giappone (大 日本国?, Dai Nippon-koku), in una linea temporale alternativa in cui lo shogunato Tokugawa è rimasto attivo e lo stato è isolato dal resto del mondo. La storia si svolge a Buō Academic School (武应学园塾?, Buō Gakuen-juku), un'accademia situata alla base del Fuji, dove i bambini di famiglie di militari accedono per diventare guerrieri samurai. L'accademia si trova nel mezzo di una lotta di potere tra Yukimura Sanada e Matabei Vai della fazione Toyotomi e il potente consiglio degli studenti che governa la scuola; Muneakira Yagyu, il proprietario del Dojo Yagyu, e la misteriosa Jubei Yagyu, una ragazza che cade dal cielo nelle braccia di Muneakira, vengono trascinati nel mezzo del conflitto. Ma durante ciò una predizione del clan di Yukimura annuncia che sarebbe ascesa un'oscura ombra sul Grande Giappone.
La serie è caratterizzata da famosi personaggi storici dal periodo Sengoku del Giappone e l'inizio del periodo Edo. Il personaggio di Charles D'Artagnan arriva inoltre dalla stessa età in Europa.

## Personaggi

### Principali
Muneakira Yagyu (柳生 宗朗?, Yagyū Muneakira)
Doppiato da: Daisuke Hirakawa
Il protagonista della serie e amico d'infanzia della principessa Sen Tokugawa. Ha un potere finora sconosciuto che permette di creare dei Master Samurai, manifestatosi per la prima volta quando ha baciato una ragazza nuda che cadde dal cielo, Jubei Yagyu. Il suo personaggio è ispirato a Yagyū Munenori.
Jubei Yagyu (柳生 十兵衛 三厳?, Yagyū Jūbee Mitsuyoshi, "Mitsuyoshi Jubei Yagyu")
Doppiata da: Aoi Yūki
La protagonista femminile della serie e il primo Maestro Samurai di Muneakira, con il marchio del contratto sul suo petto. Ha un livello di potere pari a cinque milioni quando si trasforma per la prima volta in Maestro Samurai, secondo Hattori. Jubei ha due personalità che la contraddistinguono dagli altri maestri samurai di Muneakira: una è sensibile, spensierata e, all'inizio, molto ingenua; l'altra, che esce allo scoperto durante la trasformazione in maestro samurai, vede un cambiamento nelle pupille da rosse a gialle e il carattere diventa più sadico e violento. Tuttavia con il passare del tempo e anche in seguito alla battaglia contro Amakusa, la Jubei maestro samurai si unirà di più sotto tutti gli aspetti alla Jubei semplice e porterà maggior affetto e rispetto per il suo generale Muneakira come l'altra Jubei. Nella sua forma normale inizialmente appare senza memoria e chiama spesso Muneakira "onii-chan" (fratellone), questo perché si è presentata ai personaggi della serie con lo stesso cognome. Il suo personaggio è ispirato a Yagyū Jūbee Mitsuyoshi.
Yukimura Sanada (真田 幸村?, Sanada Yukimura)
Doppiata da: Rie Kugimiya
Il suo personaggio è ispirato a Sanada Yukimura.
Sen Tokugawa (徳川 千?, Tokugawa Sen)
Doppiata da: Minako Kotobuki
Sen è la principessa attuale della famiglia Tokugawa ed è la sorella minore di Yoshihiko Tokugawa, attuale reggente della dinastia Tokugawa e regnante in Giappone. Il suo personaggio è ispirato a Senhime.
Matabei Gotō (後藤 又兵衛?, Gotō Matabee)
Doppiata da: Yū Kobayashi
Il suo personaggio è ispirato a Gotō Mototsugu.
Hanzō Hattori (服部 半蔵 美成?, Hattori Hanzō Yoshinari, "Yoshinari Hanzo Hattori")
Doppiata da: Saori Gotō
La servitrice personale della principessa Sen, per la quale è disposta anche a sacrificare la sua vita. Il suo personaggio è ispirato a Hattori Hanzō.
Kanetsugu Naoe (直江 兼続?, Naoe Kanetsugu)
Doppiata da: Aki Toyosaki
Il suo personaggio è ispirato all'omonima Kanetsugu Naoe.
Sasuke (佐助?)
Doppiata da: Chinatsu Akasaki
La scimmietta domestica di Yukimura. Il nome del personaggio è ispirato a Sarutobi Sasuke.

## Media

### Light novel
Scritta da Akira Suzuki e illustrata da Niθ, il primo volume di Samurai Girls è stato pubblicato il 28 febbraio 2009 da Hobby Japan, e al 26 gennaio 2014 sono stati pubblicati 17 volumi, tutti sotto l'etichetta HJ Bunko.
In Italia al momento nessun editore ne ha acquisito la licenza d'uso per la distribuzione di un'edizione in lingua italiana.

### Manga
Un'antologia a fumetti è stata serializzata online sul sito Hobby Channel di Hobby Japan. Il primo capitolo è stato serializzato il 1º giugno 2010, seguito da nuovi capitoli serializzati il 25 di ogni mese. Il primo volume è stato pubblicato il 25 novembre 2010,, mentre il secondo il 25 giugno 2011.
Un manga spin-off chiamato Hyakka Ryōran: Sengoku Maidens (〜百花繚乱〜戦国乙女?, ~Hyakka Ryōran~ Sengoku Otome), disegnato da Yura Shinano, ha iniziato la serializzazione nel numero di marzo 2009 di Dengeki Daioh, e si è conclusa nel numero di marzo 2011. Il primo volume è stato pubblicato da ASCII Media Works il 28 dicembre 2009,, mentre il terzo ed ultimo volume è stato pubblicato il 27 marzo 2012 sotto l'etichetta Dengeki Comics. Sebbene la serie utilizzi il nome Hyakka Ryōran, esso è basato sul gioco pachinko Sengoku Otome di Heiwa, e pertanto non ha nessun collegamento con la serie originale.
Un adattamento manga disegnato da Junichi Iwasaki ha iniziato la serializzazione nel numero di novembre 2010 della rivista di manga di Media Factory Monthly Comic Alive. Il primo volume è stato pubblicato il 22 novembre 2010, con un totale di due volumi disponibili al 22 ottobre 2011 sotto l'etichetta Alive Comics.
Un secondo adattamento manga, chiamato Hyakka Ryōran: Seven Spears (百花繚乱 セブン・スピア?, Hyakka Ryōran: Sebun Supia), disegnato da Tatara Yano, ha iniziato la serializzazione sulla rivista di manga online di Hobby Japan Comic Dangan il 23 dicembre 2011. Il primo volume è stato pubblicato il 27 agosto 2012 sotto l'etichetta Dangan Comics.

### Internet Radio Show
Un internet radio show prodotto da Lantis chiamato Hyakka Ryōran: Radio Girls (百花繚乱 ラジオガールズ?, Hyakka Ryōran: Rajio Gāruzu) è stato trasmesso dal 17 settembre 2010 al 10 gennaio 2011. Lo show è stato ospitato da Aoi Yūki e Minako Kotobuki, rispettivamente le doppiatrici di Jubei Yagyu e Sen Tokugawa. Ci sono quattro parti, o angoli, per ciascun episodio. Certi episodi erano caratterizzati da ospiti doppiatori della serie animata, e gli ascoltatori potevano inviare commenti sullo show durante la trasmissione. Un CD dello show radio, chiamato Hyakka Ryōran: Super Radio Girls (百花繚乱 スーパーラジオガールズ?, Hyakka Ryōran: Sūpā Rajio Gāruzu), fu pubblicato il 26 gennaio 2011 da Lantis.

### Anime
Un adattamento anime prodotto da Arms e diretto da KOBUN è stato annunciato sul quarto volume della light novel. La serie è composta da 12 episodi trasmessi tra il 4 ottobre e il 20 dicembre 2010 su Chiba TV e TV Kanagawa, seguite dalle reti TV Saitama, Tokyo MX, TV Aichi, Sun Television e AT-X. Un'anteprima del primo episodio è stata trasmessa su Tokyo MX il 4 settembre 2010 prima della trasmissione ufficiale. La serie propone una storia alternativa a quella delle light novel, avendo una trama completamente differente. Simulcast sono stati forniti nel Nord America da Anime Network sul loro portale video, e in Australia e Nuova Zelanda da Madman Entertainment. Sei DVD e Blu-ray sono stati pubblicati da Media Factory tra il 26 novembre 2010 e il 28 aprile 2011, ciascuno contenente un breve OVA intitolato Hyakka Ryōran Samurai Girls ~Otome Ureshi Hazukashi Shōshi no Chigiri~ (百花繚乱 サムライガールズ 〜乙女♥嬉し恥ずかし将士の契り〜?, Hyakka Ryōran Samurai Gāruzu ~Otome Ureshi Hazukashi Shōshi no Chigiri~) e un 4-koma illustrato da Chiruo Kazahana. Un box Blu-ray dedicato all'anime è stato pubblicato il 27 febbraio 2013. La sigla d'apertura è Last vision for last cantata da Faylan mentre quella di chiusura è Koi ni sesse tooryanse (恋にせっせ通りゃんせ?) di Aoi Yūki, Minako Kotobuki e Rie Kugimiya.
Una seconda stagione dell'anime, intitolata Hyakka Ryōran: Samurai Bride (百花繚乱 サムライブライド?, Hyakka Ryōran Samurai Buraido), è stata annunciata sul dodicesimo volume della serie di light novel ed è stata trasmessa dal 6 aprile al 21 giugno 2013 su AT-X in versione integrale nel video. La sigla d'apertura è AI DO. di Miyuki Hashimoto mentre quella di chiusura è Kekka, Guuzen de Gozasourou (結果、偶然でござ候?) di Aoi Yūki, Minako Kotobuki e Rie Kugimiya.
In Nord America Sentai Filmworks ne ha acquisito i diritti di trasmissione, il distributore Section23 Films ha pubblicato la serie con doppiaggio in inglese (prodotto da Seraphim Digital) il 23 agosto 2011 in DVD e Blu-ray. Inoltre in territorio Australiano e Neo Zelandese i diritti sono stati acquisiti da Madman Entertainment, nel Regno Unito da Kazé. Il doppiaggio inglese dell'anime è stato premiato sul portale video di Anime Network il 23 giugno 2011, e esteso fino all'8 settembre 2011. In Italia entrambe le stagioni sono inedite.